# Жора, Эдм
Эдм Жора (фр. Edme Jeaurat; 1688, Верментон — 1738, Париж) — французский рисовальщик и гравёр периода Регентства; мастер репродукционной гравюры.

## Биография
Эдм Жора был сыном гравёра и старшим братом художника Этьенна Жора. Отец отвёз молодого Эдма в Париж и отдал его в ученики к Бернару Пикару. Проработав там много лет, Жора переехал в Нидерланды, где зарабатывал на жизнь, создавая гравюры по знаменитым картинам в собраниях Амстердама и Гааги, одновременно изучая голландскую живопись.
По возвращении в Париж он воссоединился со своим братом, которого не видел много лет. Он начал гравировать картины Этьена и стал известен своей точной работой. Жора также был нанят Пьером Кроза для гравирования картин знаменитой коллекции. Он гравировал по картинам Пуссена, Веронезе и Ватто.
В 1722 году в Париже Эдм Жора женился на Мари-Шарлотте Ле Клерк, сестре художника Луи-Августа Ле Клерка, и многие из его гравюр воспроизводят картины его шурина. У Эдма Жора было два сына: Никола Анри Жора де Бертри (1728—1796), ученик Этьенна Жора, живописец натюрмортов и рисовальщик-орнаменталист., и Эдм-Себастьян, который в конечном итоге посвятил себя науке и стал астрономом.
Его лучшей работой считается «Ахилл, обнаруженный среди дочерей Ликомеда» 1713 года.
Гравюры Эдма Жора имеются в собраниях Национальной библиотеки в Париже, в Рейксмюсеуме в Амстердаме, Графическом собрании в Берлине, в Метрополитен-музее в Нью-Йорке.

## Галерея

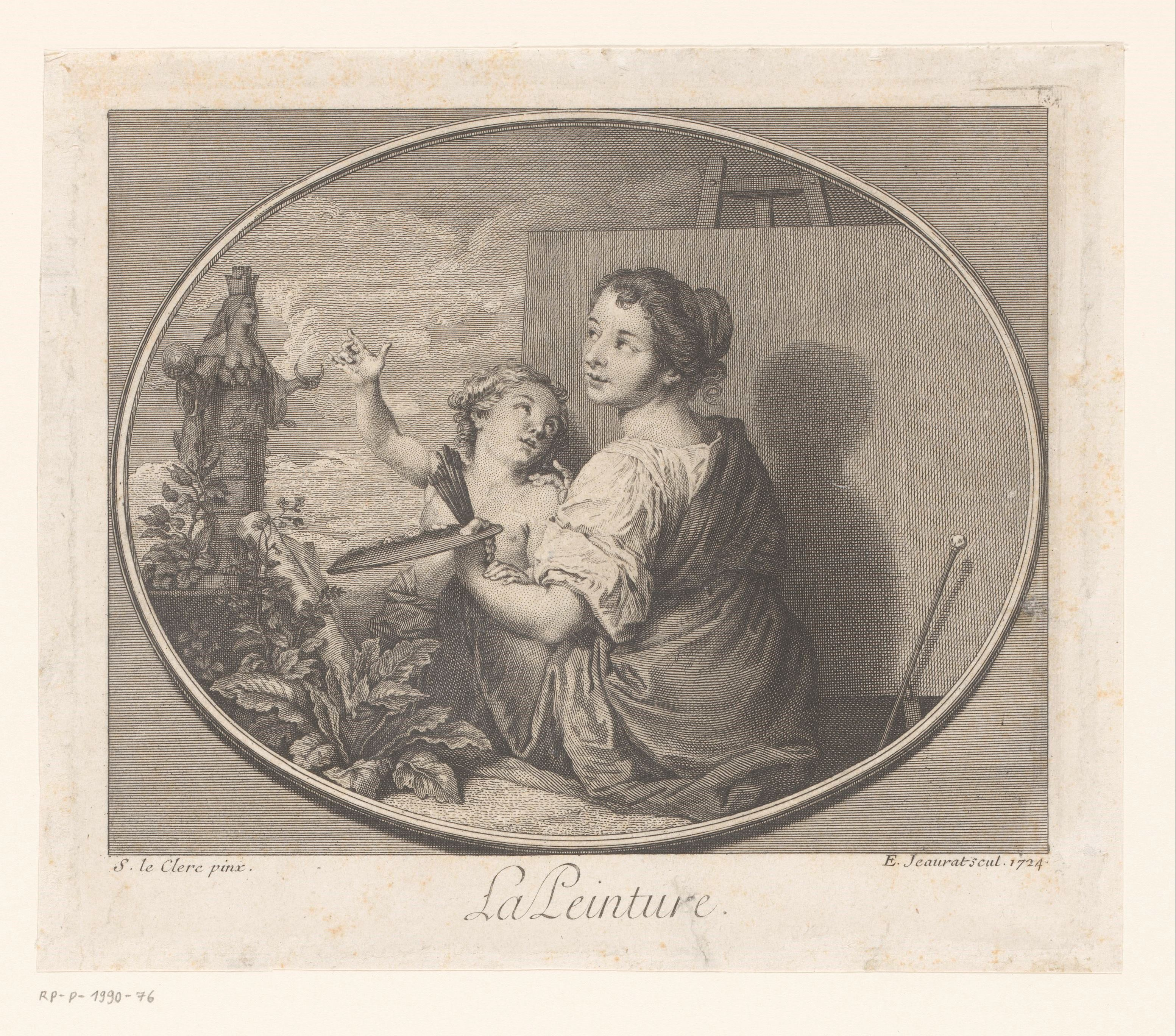
Аллегория живописи. 1724. Офорт, пунктир
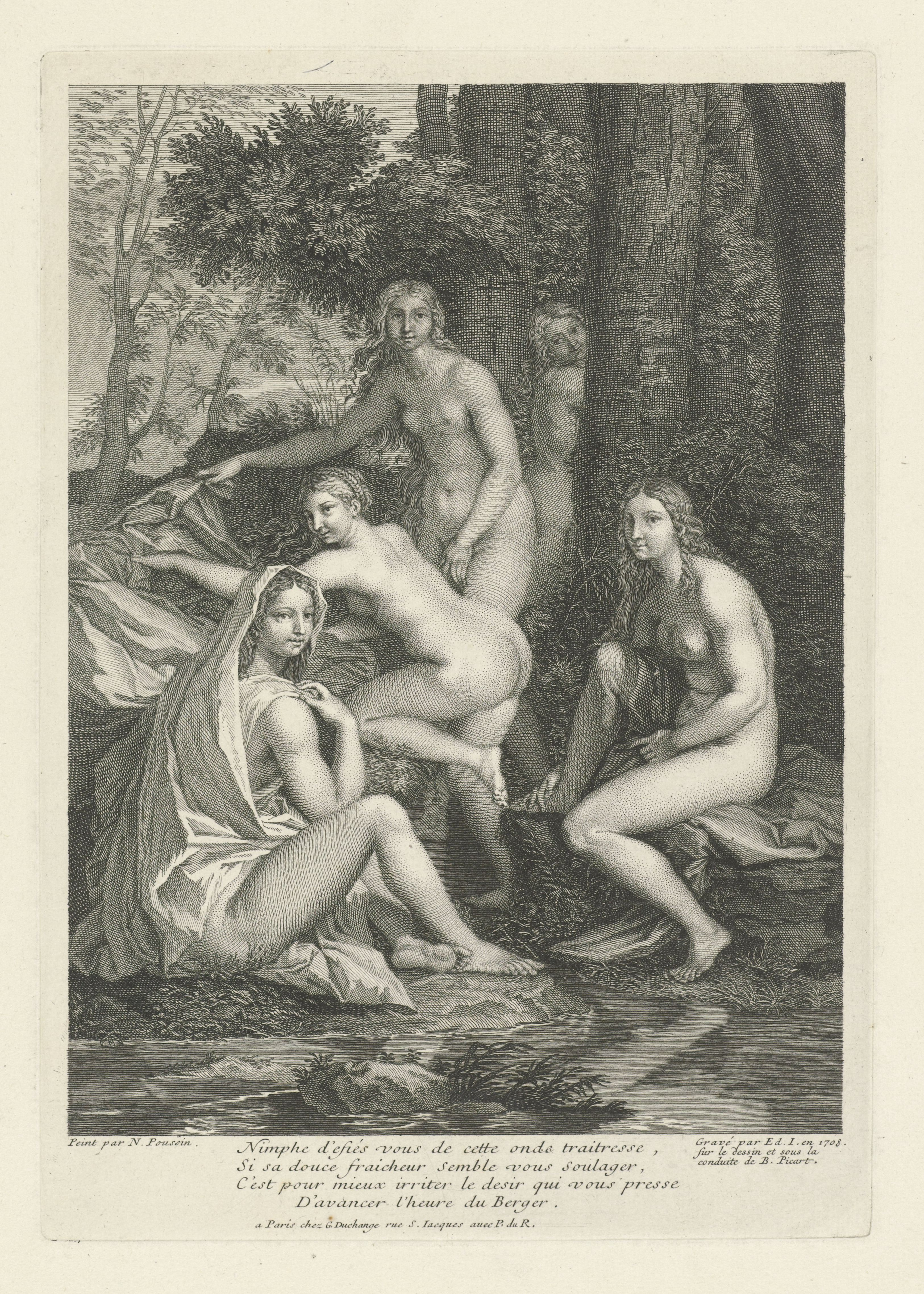
Купающиеся нимфы. Из серии «Мифологические фигуры». 1708. Офорт
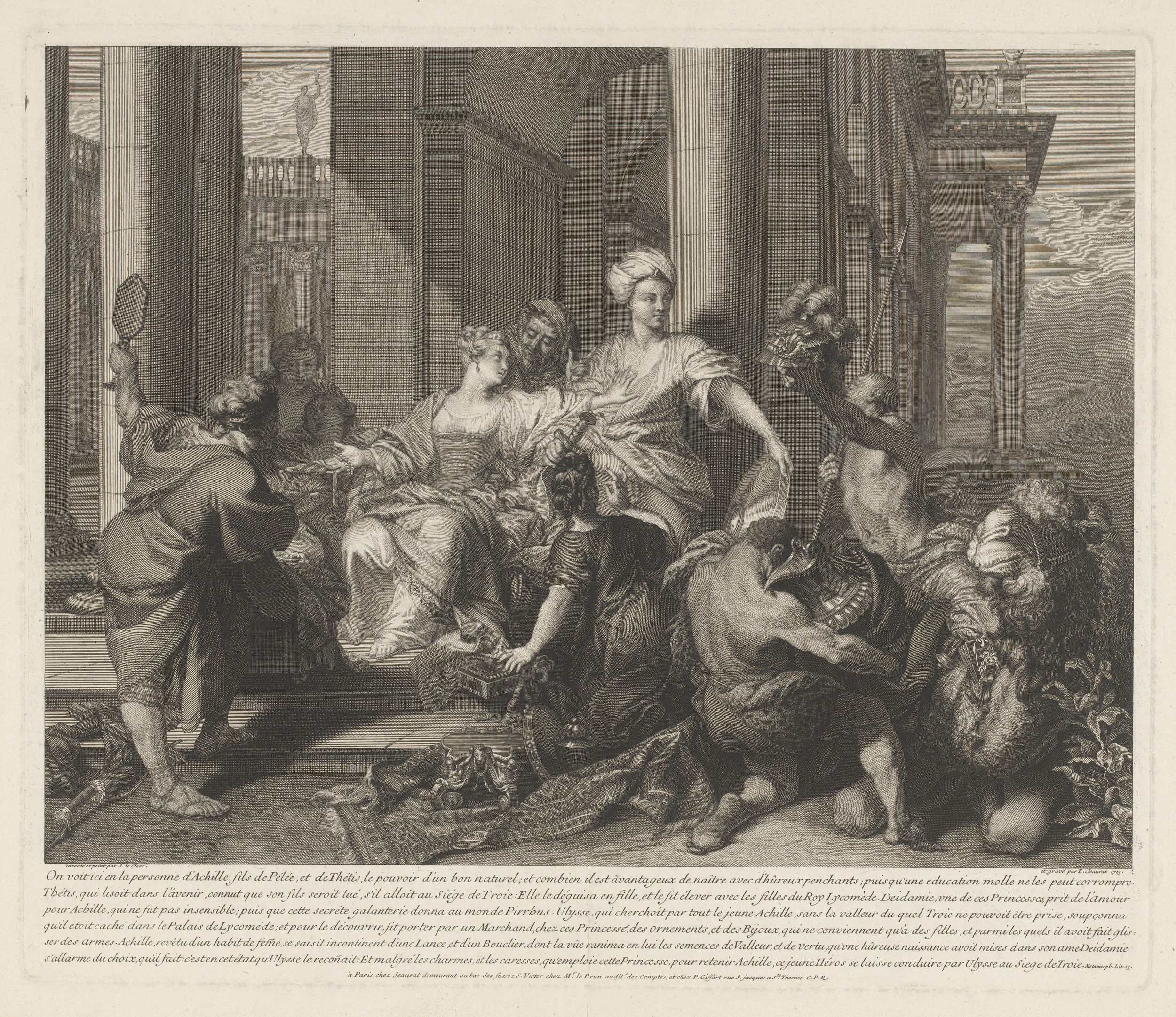
Ахилл, обнаруженный среди дочерей Ликомеда. 1713. Офорт
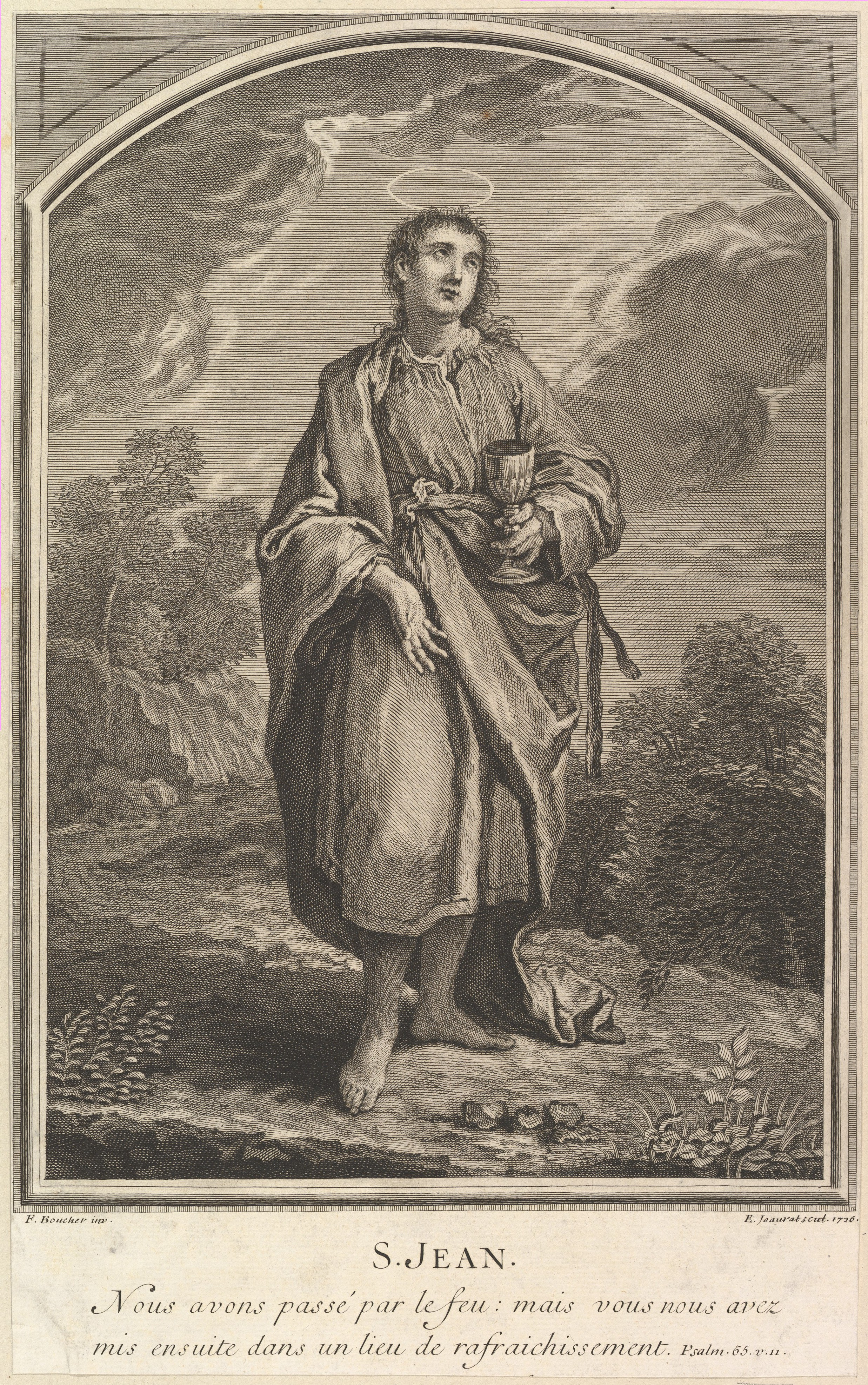
Святой Жан. 1726. Офорт, резец
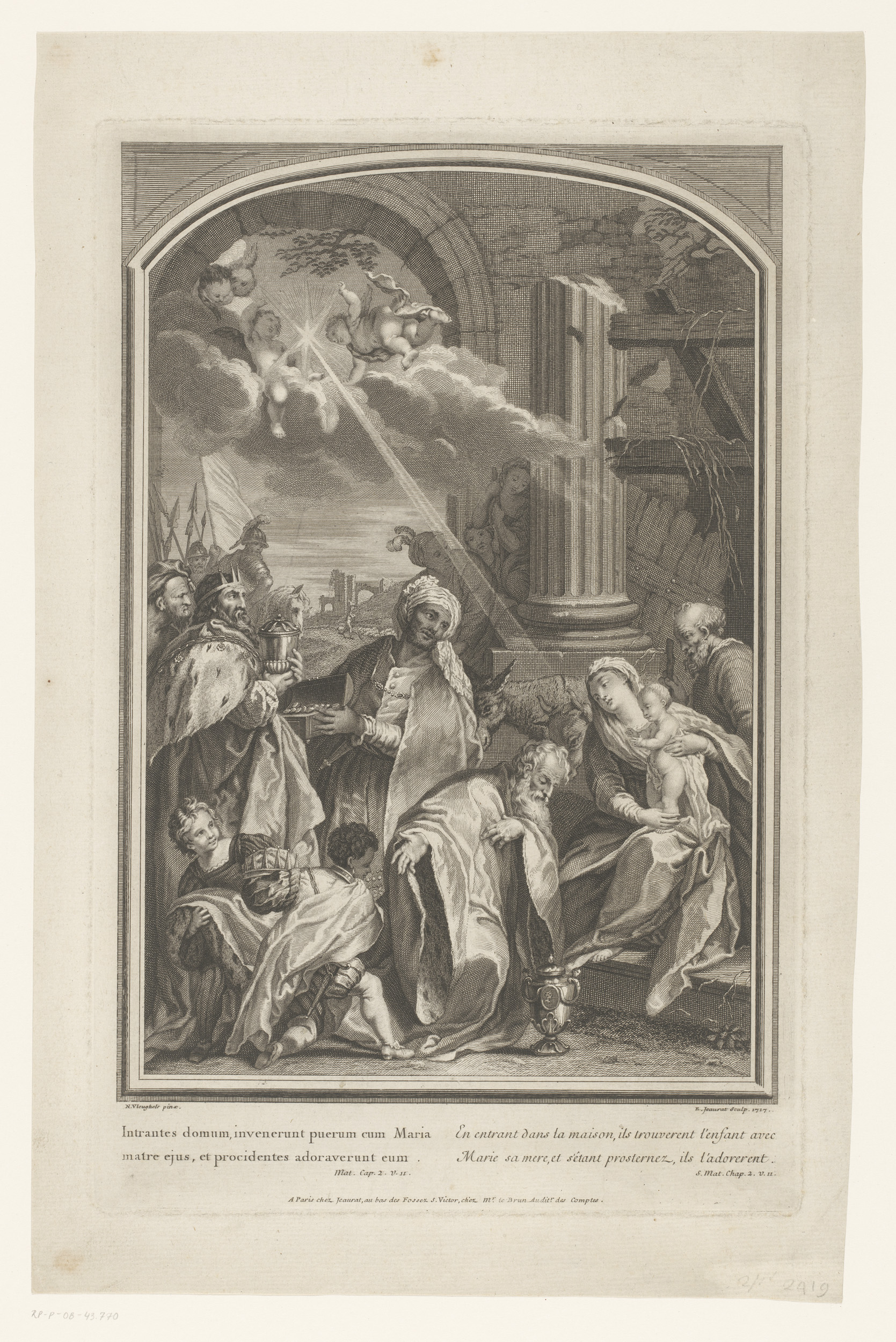
Поклонение волхвов. 1717. Офорт
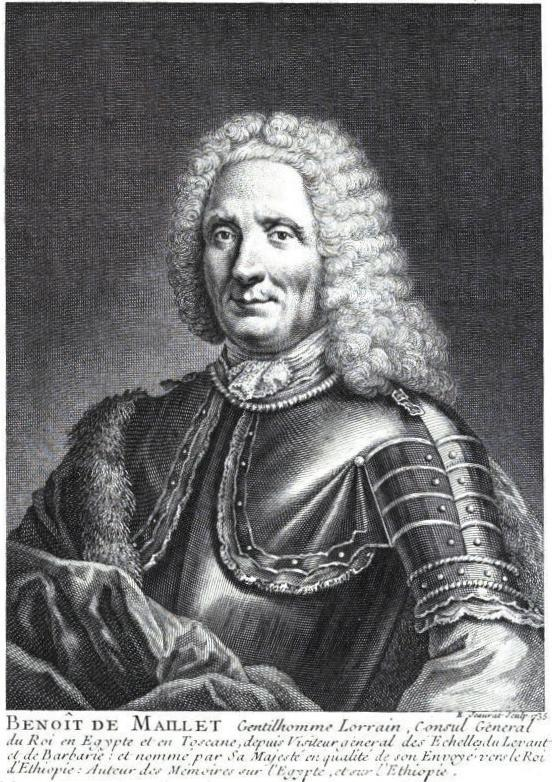
Портрет консула Бенуа де Малле. 1735. Офорт
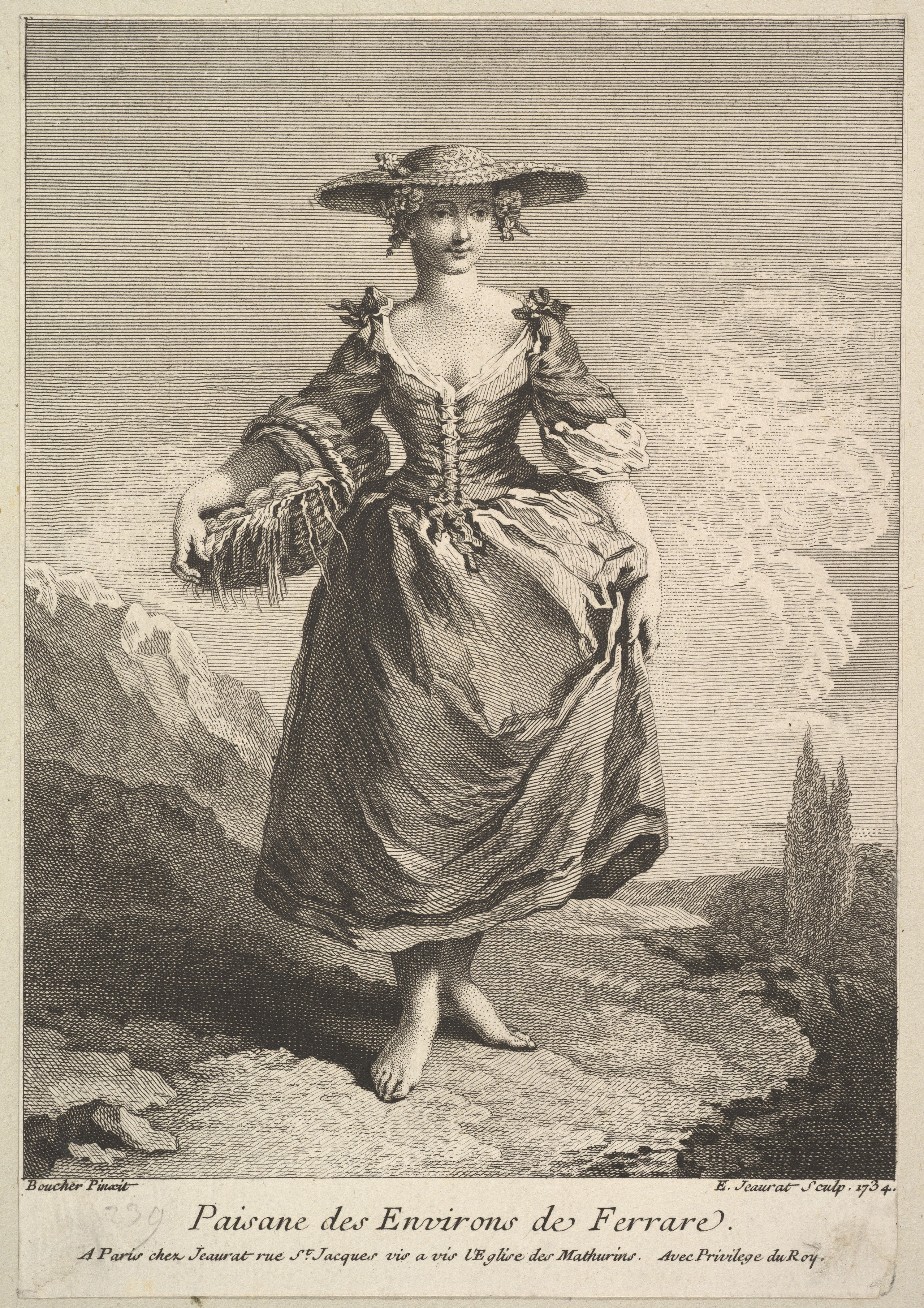
Крестьянка из области Феррары. 1734. Офорт, резец